# Balaque
Balaque ou Balac (em hebraico: בלקלאבה; romaniz.: Bālāq; lit. "esgotado", "devastador" ou "aquele que assola") é um personagem bíblico filho de Zipor e rei dos moabitas que teria mandado o profeta Balaão amaldiçoar os judeus, mas este foi impedido por sua jumenta.

## Biografia
Balaque ordenou ao seu exército invadir a Hesbom, a terra de Seom, rei dos amorreus, mas não obteve sucesso. Como sabia que os amorreus tinha um exército numeroso, o rei moabita ordenou que viajassem até Midiã para consultar anciãos midianitas, que os disseram:
“Esta multidão vai tragar-nos tal como os bois comem a erva!” 
Depois disso, Balaque enviou mensageiros de Moabe e de Midiã à terra de Petor, perto do rio Eufrates, para consultar Balaão, filho de Beor, para que lhe socorresse:
“É uma gente que chegou do Egito. Cobrem toda a face da terra e estabeleceram-se perto de mim. O rei pede-te que venhas e que os amaldiçoes por nós, para que os vejamos desviarem-se da terra; porque sabemos bem como caem bênçãos sobre aqueles que tu abençoas, e também sabemos que aqueles que amaldiçoas são amaldiçoados.” 
Então, Balaão concordou e disse que passaria na noite. Porém, ele recusou a oferta de Balaque, mas o rei insistiu novamente. Após a insistência, Balaão concordou e foi para Moabe.

Ao chegar em Moabe, Balaão se encontrou com Balaque no rio Arnom. O rei moabita o perguntou o por que da demora e da recusa, e o profeta lhe disse:
“Eu vim, sim, mas não tenho poder para dizer senão exclusivamente o que Deus me mandar proferir. Só isso falarei.” 
Então, Balaão acompanhou Balaque para Quiriate-Huzote para ver os sacrifícios feitos e depois o rei acompanhou para ir a Bamote-Baal para ver o povo de Israel de cima.
Depois, Balaão lhe mostrou duas profecias sobre Israel a Balaque, mas ele replicou que só havia mostrado o que Deus dissesse.

## Pedra Moabita
Na Pedra Moabita (Estela de Mesa) cita Balaque como "rei de Moabe". O nome Balaque é mencionado na linha 31 como "bet".

## Segundo o Midras
De acordo com o Midras, Balaque é considerado pai de outro rei moabita, que é Eglom.